# Ophiohelus pellucidus
Ophiohelus pellucidus är en ormstjärneart som beskrevs av George Richard Lyman 1880. Ophiohelus pellucidus ingår i släktet Ophiohelus och familjen knotterormstjärnor. Inga underarter finns listade i Catalogue of Life.